# Montelíbano

Mapa del Municipio de Montelibano, Córdoba (Colombia)

Montelíbano é um município do sul do departamento de Córdoba, na Colômbia. Localizada às margens do rio São Jorge e com uma população de aproximadamente 85.000 habitantes, é um dos centros econômicos, comerciais e culturais mais importantes da região. 
Foi fundada por volta de 1907 por colonos de Saba, que aproveitaram a fertilidade de suas terras e sua localização para formar o novo povoado. Geograficamente faz parte da Região do Caribe, da qual reúne e preserva parte de sua idiossincrasia, folclore e patrimônio cultural. Faz fronteira com os municípios de Planeta Rica, Tierralta, San José de Uré, Puerto Libertador, Buenavista, La Apartada e Ituango, e Cáceres em Antioquia. A sede municipal fica a 114 km de Montería e é reconhecida por ser a "Capital do Níquel da América", já que seus territórios são ricos em ferroníquel e ali se localiza a maior mina de níquel a céu aberto do continente 4ª em todo o mundo.

## Nomes de lugares
Inicialmente, os primeiros colonos de Montelíbano chamaram a aldeia de Muchajagua porque a árvore jagua era abundante naquele lugar. Presumivelmente, o desfiladeiro que desagua no rio São Jorge a poucos metros deste local também leva este nome, e como este local era paragem obrigatória das embarcações e navios que iam para Magangué, tornou-se um local reconhecido. Chegou também um sírio-libanês, Salomón Bitar, que no lugar de seu estabelecimento, querendo relembrar suas terras, resolveu colocar uma placa na entrada de sua loja que dizia: Monte Líbano e todos os viajantes que aportassem no local Eu o reconheci por este nome.

## História

### Porto dos Totumos
O rio São Jorge era a artéria fluvial do comércio: por ele transportava todo tipo de sucata e o sustento básico dos ribeirinhos, como sal, tecido, cânhamo, fumo, doces, utensílios agrícolas e outros utensílios para cozinhar e comerciar. Também foram retiradas coisas de utilidade para os camponeses e os produtos obtidos na região, que foram levados para Magangué e Barranquilla, tais como: peles, lenha, aves, balato, milho, arroz, bagre seco e salgado e outros. Portanto, o tráfego do rio estava lento. Bem, eles viajavam em canoas bahareque, que geralmente eram grandes e cobertas para transportar passageiros e suprimentos comerciais e para se proteger do sol e da chuva. Essas canoas eram impulsionadas por especialistas em puja jala ou às vezes havia dois que impulsionavam alternando o tiro ou a largada em um balanço constante.
Nessas descidas do rio São Jorge, havia locais que se estabeleceram como dias de descanso. Um desses sítios ou dias chamava-se Puerto de Los Totumos, assim chamado pela abundância de árvores desta espécie que ali existiam e que permaneceram até a década de 1950. Este local é hoje o posto de gasolina do rio no bairro de La Pesquera.

### O fundador da Montelíbano chega à região
Anastasio Sierra Palmett era natural de Corozal, bairro de San José, seus pais Inocêncio Sierra e Rosa Paulina Palmeft, eram pessoas muito pobres, o que fez com que Anastasio decidisse viajar para Magangué em busca de uma vida melhor; em Magangué começou a trabalhar como bracero e aí conheceu alguns empresários que viajavam periodicamente ao Alto San Jorge em canoas bahareque, e o contrataram como ajudante de puya jala; Mas a ambição dele não era tanto trabalhar ali, era semeador de mandioca, milho e arroz, era semeador de auroras e constelações, por isso tinha o desejo asfixiante de conhecer aquelas terras férteis e livres que já existiram. falado, no meio e alto São Jorge. Fez duas viagens de Magangué a Juan José e de Juan José a Magangué, em 1862.
Ele chega aos 20 anos (ele nasceu em 1842). Posteriormente, passou a morar em Juan José e lá conheceu Rosalía Trespalacios, natural de Cáceres, que usava um vestido longo como mandava seu tempo em mulheres modestas de linhagem especial, de traços finos, morenas, baixas e com boa fala e comportamento são. As feições de Anastácio eram um pouco ásperas, pois era acinão, como dizem os que o conheceram, de bom caráter, cabelos curtos e lisos, nariz curto e meio achatado, olhos castanhos, testa larga e sorriso reservado com dentes bem tratados e queixo. quadradinho com covinhas.
Lá em Juan José Anastasio e Rosalía se casaram e viveram cinco anos.
Em 1867, eles concordaram em se mudar para Uré, pois havia mais perspectivas de emprego lá, havia uma famosa mina de lata e um terreno para trabalhar. Estiveram acompanhados na viagem por Antonio María Villa, seus dois cunhados Gabriel e Justiniano Palacio, seus dois filhos, Carlos e Máxima Sierra, e também a família Ibáñez e Paut, mas este último ficou na foz do barranco do Uré; Esta família é considerada a fundadora da casa da fazenda Boca de Uré.
Anastasio e Rosalía conseguiram um terreno a 5 km de Uré, na margem direita subindo o barranco de mesmo nome; Chamava de Campo Alegre, morou lá muito tempo. Em seguida, mudaram-se para a beira do Rio São Jorge, próximo ao desfiladeiro Mucha Jagua, onde construíram 8 casas no estilo Sabanero, que levam o mesmo nome, que mudaram para Montelíbano.

### Boom e crescimento
Desde o seu início, pela sua localização geoestratégica, a fertilidade do seu solo e os seus abundantes recursos naturais, Montelíbano tornou-se um ponto de interesse que atraiu como um íman gente de muitos lugares, desde as savanas de Córdoba, a Antioquia, a Sírio-libanês e outras partes do país. Com o aumento da produção agrícola e o aumento acelerado da população, o comércio ao longo do rio São Jorge também aumentou, tornando a aldeia uma fortaleza de camponeses, mercadores e proprietários de terras, atraídos pela pesca comercial e pela exploração das riquezas naturais. aumentando o crescimento, melhorando sua infraestrutura e abrindo fazendas e grandes fazendas, tornando a cidade uma referência. A criação do departamento de Córdoba em 9 de julho de 1952 foi fundamental para iniciar o processo do município de Montelíbano, que se concretizou com o Decreto nº 182 de 11 de abril de 1953 que criou o município de Montelíbano, durante a ditadura de Gustavo Rojas Pinilla. Com o surgimento do departamento de Córdoba, o desenvolvimento regional se acelerou.

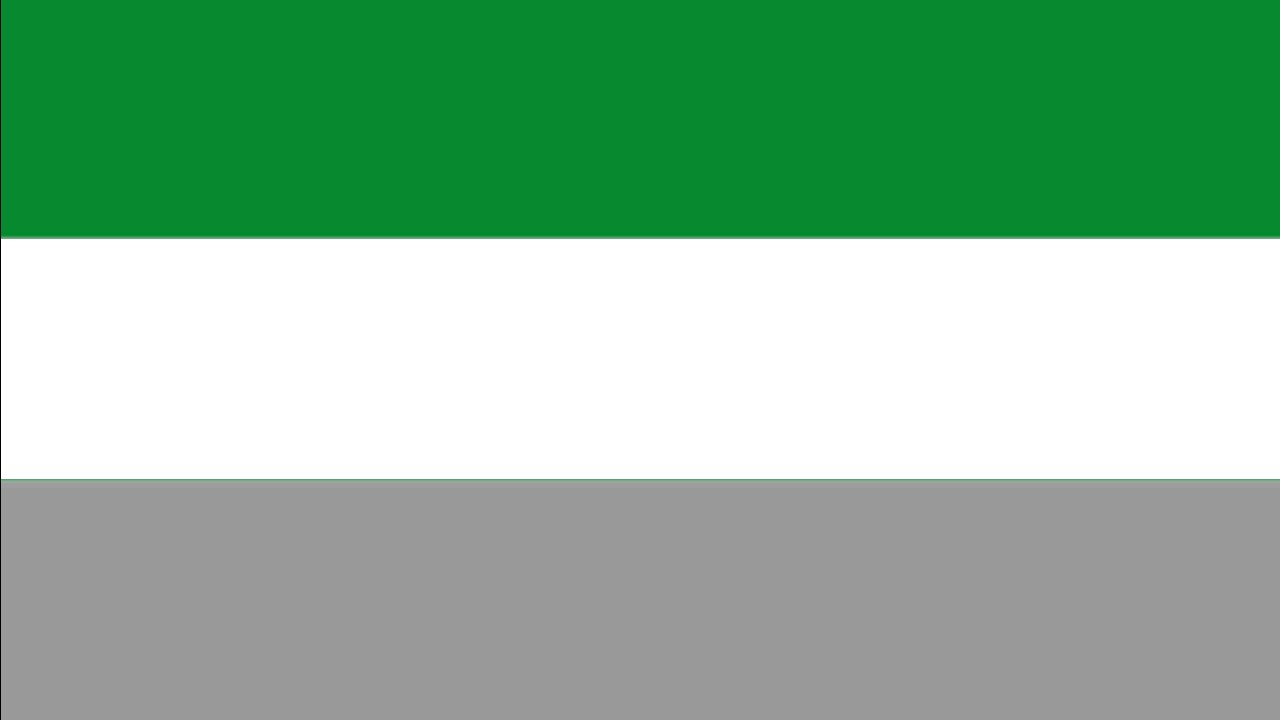
Bandeira de Montelíbano

Em 12 de janeiro de 1954, o governador Miguel García Sánchez criou o município de Montelíbano pelo decreto nº 0810, formado pelos municípios de Uré, Juan José e suas aldeias vizinhas. O primeiro prefeito foi o senhor Gabriel Marchena Amell, que tomou posse em 18 de janeiro de 1955, e o primeiro conselho foi assinado por oito membros. Em 1958 foi criada a primeira Assembleia Departamental de Córdoba e posteriormente em 1960 o deputado Luis Felipe Doria Hernández apresentou um projeto de portaria que revogava o decreto que criava o município de Montelíbano, reduzindo-o novamente a um corregimento, como Planeta Rica, com portaria aprovado e assinado pelo Governador José Jiménez Altamiranda.
Mas em 22 de novembro de 1960 foi aprovada a portaria 26 apresentada por Abel Morales Pupo, elevando Montelíbano novamente como categoria de município. A vida jurídica territorial e econômica de Montelíbano mudou positivamente devido a alguns aspectos fundamentais como: O aumento do comércio e da riqueza impulsionado pela abertura de estradas, a exploração do níquel e o aumento acelerado de sua população, foi afetado pelo loteamento de seus territórios em três diferentes municípios com a separação de Puerto Libertador, La Apartada e San José de Uré, como novos municípios perdendo um importante setor agrícola, mineiro e populacional.

## Geografia

### Generalidades
O município de Montelíbano está localizado no extremo sudeste do departamento de Córdoba, na margem direita do rio São Jorge, com uma área de 1.897 km. A sede municipal está a uma altura de 55 metros acima do nível do mar.
Em todo o território varia entre 30 m nas zonas aluviais e 1.300 nas zonas montanhosas pertencentes à Serranía de San Jerónimo e Ayapel, no sopé da Cordilheira Ocidental; Além disso, destaca-se o Cerro de Murrucucú na divisa com Tierralta, a 1.270 metros de altura, e El Oso, na parte sudeste, a 1.000 metros de altura. Suas coordenadas geográficas são: 75º 59 ’53 ”de latitude norte e 75º 26 ’25” de longitude oeste. Os principais elementos naturais que estruturam o município são: o rio San Jorge, o rio Uré, as Serranías de San Jerónimo e Ayapel, que incluem uma parte do Parque Natural Nacional Paramillo, uma extensa rede de drenagem e extensas áreas de alagados.
O município de Montelíbano está situado na bacia do rio São Jorge, seu limite geográfico, na parte oriental, sendo a bacia que o separa da bacia geográfica do rio Sinú. Fica a 114 km da capital do departamento. É reconhecido como um dos municípios importantes da região mineira, visto que existem jazidas de níquel, ouro, carvão e possivelmente outros minerais.

### Clima
A temperatura média é de 32 ° C, a área urbana está na zona de vida de floresta úmida tropical (bh-T).
A precipitação média anual dos últimos cinco (5) anos segundo o IDEAM, estação localizada nas fazendas da Fazenda Cuba, é de 2.500 mm, com o período chuvoso concentrado entre maio e setembro. A umidade relativa do ar é de 78% em tempo seco e 81% em períodos de chuva.

### Área topográfica
Com uma extensão total de 182.090 ha, dos quais 82,95'93'615 pertencem ao perímetro urbano. O município de Montelíbano é o terceiro maior do departamento.
A maior parte do território do município de Montelíbano é plana com ligeiras ondulações para o sul emoldurada pelas Serranías de San Jerónimo e Ayapel, destacando-se as colinas de Tamaná, Caminero e San Andrés. Na sua parte sul predomina a presença de ribeiros e colinas que cobrem grande parte do território. Seus terrenos são divididos em pisos térmicos quentes e presumivelmente temperados, com características de floresta tropical úmida e declives que variam entre 3 e 75%.
A biodiversidade das espécies, a aptidão do solo para a exploração agrícola, a riqueza mineral do subsolo e a localização geográfica são vantagens comparativas de que o município dispõe para estimular o seu desenvolvimento.

### Relevo
O relevo do território do município de Montelíbano está estruturado pelas geoformas que propiciam três elementos, tais como: o rio São Jorge, que apresenta uma dinâmica fluvial bastante erosiva, as zonas montanhosas pertencentes ao sopé da Cordilheira Ocidental no departamento de Córdoba, formada pelas Serranías de San Jerónimo e Ayapel, as colinas como contrafortes das altas montanhas e as planícies aluviais associadas às grandes correntes.
O relevo montanhoso ocorre principalmente na parte ocidental do município e na parte sudeste, correspondendo à Serranía de San Jerónimo e Ayapel.
A variação de alturas vai desde 500 metros acima do nível do mar, por vezes contaminado com cinzas vulcânicas, adequado para uma grande variedade de culturas e pastagens de acordo com o clima, mas com práticas conservadoras. As partes mais baixas devem ser dedicadas a pastagens, culturas permanentes e as mais altas a florestas.
O relevo da parte ocidental é caracterizado pela formação de lâminas alongadas com picos agudos e flancos retos e côncavos, declives acentuados, vales em “V” e rede de drenagem paralela, indicando controle estrutural.
Este sistema montanhoso pode ser considerado um ecossistema estratégico, pois é uma estrela fluvial onde nascem os rios e riachos desta parte do município e que poderia servir de fonte de água potável para os diferentes assentamentos presentes nestas bacias, como Tierradentro, Puerto Anchica, El Palmar etc.
Os morros são considerados as principais alturas do município: Mucurrucú e Alto de Tamaná a leste do município e Cerros Flechas, Nevada e El Morro a oeste, apresentam erosão média devido a processos de desmatamento, atingindo alturas superiores a 1000 metros acima do nível do mar.
Na parte sudeste que corresponde ao relevo montanhoso de Paramillo, existem montanhas isoladas e algumas silletas, os topos das montanhas são arredondados, a paisagem é menos abrupta que a da zona oeste, os flancos terminam em vales menos estreitos e com formas convexo, há uma grande incisão nos flancos das encostas, os drenos tendem a ser mais subdendríticos a radiais. Processos erosivos devido ao desmatamento também são observados.
O relevo do morro pode ser visto na parte leste, mais especificamente na estrada Montelíbano - Puerto Libertador, onde existe um relevo acidentado de média a baixa altura.

### Hidrografia
O território municipal de Montelíbano está localizado na bacia do rio San Jorge. O município possui um grande potencial de recursos hídricos que representam uma parte significativa dos recursos naturais totais, como o rio Uré e o Tolová, Caracoles, San Cipriano, Jegua, Los Andreses, Los Caracoles, San Mateo, El Perro, Cachorro; Manuelita e Mucha Jagua na área urbana próxima aos bairros Loma Fresca, Musa Náder e Mucha Jagua.
É a principal fonte de água do território e percorre uma superfície relativamente plana, de solo fértil e elevada aptidão agrícola. Em épocas de chuvas intensas, uma grande área de sua planície aluvial é afetada por enchentes que causam perdas em lavouras, gado e cidades.
A bacia média do rio São Jorge em que se localiza Montelíbano apresenta uma irrigação abundante composta por ribeiras, ribeiras e ribeiras, incluindo a formação de um complexo de pântanos na parte oriental fora do território, e que em épocas de grande pluviosidade se forma uma grande planície lamacenta que começa no município de Ayapel.
O escoamento superficial da bacia aparece mais claramente nas encostas correspondentes ao terciário inferior, constituído por rochas sedimentares de encostas íngremes, cuja contribuição atinge diretamente os rios e aluviões. O escoamento superficial moderado ocorre em relevo suavemente ondulado.

### Limites
O município de Montelíbano tem os seguintes limites: ao norte limita com o município de Planeta Rica, a noroeste e oeste com o município de Tierralta, ao sul com o município de Puerto Libertador e San José de Uré, ao sudoeste com o município de Antioqueño de Ituango, a leste com o município de La Apartada, a nordeste com o município de Buenavista e a sudeste com o município de Antioquia de Cáceres.